# Drepanocladus tundrae
Drepanocladus tundrae là một loài rêu trong họ Amblystegiaceae. Loài này được Arnell Loeske mô tả khoa học đầu tiên năm 1905.